# Масонг, Агапиус
Агапиус Масонг Амо (англ. Agapius Masong Amo; род. 12 апреля 1960 или 12 апреля 1962) — танзанийский легкоатлет, выступавший в беге на длинные дистанции и марафонском беге. Участник летних Олимпийских игр 1984 года.

## Биография
Агапиус Масонг родился 10 декабря 1960 или 1962 года.
Учился в колледже в городе Рейнджер в штате Техас. Выступал в легкоатлетических соревнованиях за его команду «Рейнджер Колледж Рейнджерс».
В 1983 году завоевал серебряную медаль летней Универсиады в Эдмонтоне в беге на 10 000 метров с результатом 28 минут 55,39 секунды, уступив всего 2 сотых победителю Сюити Ёнисигэ из Японии.
В том же году участвовал в чемпионате мира в Хельсинки, где занял 5-е место в марафоне (2:10.42), уступив 39 секунд завоевавшему золото Роберту де Кастелле из Австралии.
В 1984 году вошёл в состав сборной Танзании на летних Олимпийских играх в Лос-Анджелесе. В марафоне занял 21-е место с результатом 2:16.25, уступив 7 минут 4 секунды завоевавшему золото Карлушу Лопишу из Португалии.
В том же году выиграл Стокгольмский марафон (2:13.47).
В 1991 году победил в Белградском марафоне (2:16.23).

## Личный рекорд
- Марафон — 2:10.42 (14 августа 1983, Хельсинки)[4]